# Мртвиці (Кршко)
Мртвиці (словен. Mrtvice) — поселення в общині Кршко, Споднєпосавський регіон, Словенія. Висота над рівнем моря: 154,6 м.